# Universidad de Constantinopla

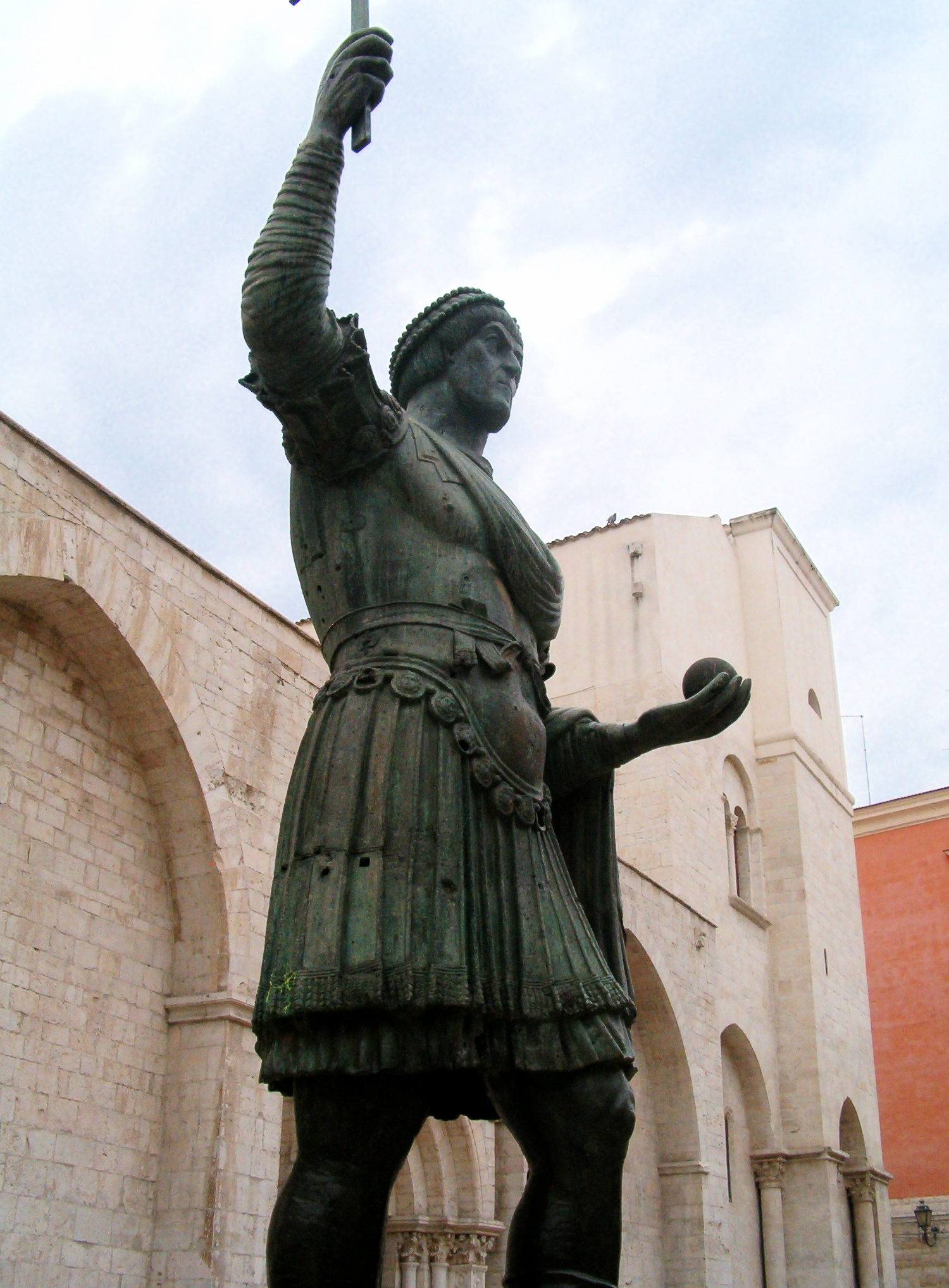
El Coloso de Barletta, estatua identificada con Teodosio II, fundador de la Universidad.

 La Universidad de Constantinopla, conocida con el nombre de Pandidakterion (Πανδιδακτήριον), fue fundada por el emperador Teodosio II en febrero del 425 —aunque su origen puede remontarse al 340 con Constancio II—. Allí se enseñaba gramática, retórica, derecho, filosofía, matemáticas, astronomía y medicina.  La biblioteca también fue generosamente financiada por el emperador, por lo que se dice que finalmente incluyó 120 000 volúmenes. Constaba de grandes salones de conferencias, donde enseñaban sus 31 profesores. Educó graduados para asumir puestos de autoridad en el servicio imperial o dentro de la Iglesia.  Fue reorganizada como corporación de estudiantes en 849 por el regente Bardas del emperador Miguel III . 
El período de declive comenzó con la cuarta cruzada de 1204, aunque la universidad sobrevivió como una institución no secular bajo la dirección de la Iglesia hasta la caída de Constantinopla en mayo de 1453. 
Es considerada por algunos[¿quién?]como la primera universidad del mundo, con algunas de las características que hoy asociamos con una institución de educación superior (investigación y enseñanza, autoadministración, independencia académica…) aunque en el concepto moderno de universidad, el título de la primera universidad europea lo reciba la universidad de Bolonia[cita requerida].